# Jamyang Könchog Jigme Wangpo
| Tibetische Bezeichnung                                           |
| ---------------------------------------------------------------- |
| Wylie-Transliteration: jam dbyangs dkon mchog 'jigs med dbang po |
| Chinesische Bezeichnung                                          |
| Vereinfacht: 嘉木样•官却晋美旺布                                 |
| Pinyin:Jiamuyang Guanque Jinmei Wangbu                           |

Jamyang Könchog Jigme Wangpo (tib.  'jam dbyangs dkon mchog 'jigs med dbang po; geb. 1728; gest. 1791) war der 2. Jamyang Shepa aus der Gelug-Schule des tibetischen Buddhismus.
Er ist der Gründer des Klosters Amchog Ganden Chökhorling (a mchog dga' Idan chos 'khor gling) in Gansu, eines Filialklosters von Labrang.
Er ist der Verfasser vieler Werke, darunter der Allgemeinen Übersicht zu den Vier buddhistischen Schulen (grub mtha’ rin chen phreng ba’i tshig ’grel thor bu,) die die vier Hauptschulen des indischen Buddhismus erläutert, im Einzelnen Sarvastivada (die Realismus-Schule, die die Realität aller Phänomene behauptet, eine frühe Hinayana-Schule), Sautrantika (eine bedeutende Hinayana-Schule, deren Lehre nur auf dem Teilbereich der Sūtras basiert), die Dharmalaksana-Schule (nach der alles Geist in seiner ultimativen Natur ist) und die Madhyamika-Schule oder Mittlere Schule.

## Werke
- The collected works of Dkon-mchog'jigs-med-dbaṅ-po:the second 'Jam-dbyaṅs-bźad-pa of La-Braṅ Bkra-śis-'khyil, Band 1
- grub mtha' rin chen phreng ba'i tshig 'grel thor bu. Nationalitätenverlag, Peking, Februar 1996. 331 pp. ISBN 7-105-02520-4. Mit Anmerkungen von Khyenrab Wangchug.